# Aerdenhout
Aerdenhout is een plaats in de gemeente Bloemendaal in de Nederlandse provincie Noord-Holland.

## Geschiedenis
De naam Aerdenhout komt van 'Den Anderen Hout': Aerdenhout was een andere 'hout' (een ander bosgebied) dan de Haarlemmerhout. Aerdenhout staat bekend om zijn villa's en landgoederen , die gelegen zijn in de bossen rondom het dorp zelf. Aanvankelijk hoorde Aerdenhout tot de heerlijkheid Brederode.
Door Aerdenhout stroomde lange tijd het riviertje de Relle. Deze waterloop werd gegraven door verschillende tuinen en percelen in Aerdenhout om uiteindelijk in de Leidsevaart uit te komen. De Relle, die ook wel een duinrel werd genoemd, diende tot afvoer van gefilterd schoon en helder water uit de duinen. Drooggevallen delen van deze duinrel zijn thans nog te zien op het terrein van de Antoniusschool en in de tuin van het huis Boekenroodeweg 4, waar ook een oude gevelsteen die verwijst naar het duinrelletje.

## Voorzieningen
De plaats heeft een spoorwegstation Heemstede-Aerdenhout dat op het grondgebied van de gemeente Heemstede ligt. Buslijn 80 (Zandvoort-Amsterdam) van Connexxion, voorheen de NZH, bedient een aantal bushalten langs de Zandvoorterweg. Van 1899 tot 1 september 1957 reed de NZH-tramlijn Amsterdam - Zandvoort door Aerdenhout. Op het voormalige tramtracé door Aerdenhout (in 1899 de eerste elektrische tramlijn in Nederland) werd een ruim fietspad aangelegd. Na het verdwijnen van de tram werd Aerdenhout aangesloten op het NZH-stadsbusnet van de gemeente Haarlem. Ten slotte was er alleen nog een belbus die midden jaren 90 van de 20e eeuw werd opgeheven.
De belangrijkste sportvereniging is de hockeyclub A.M.H.C.(Aerdenhoutse Mixed Hockey Club) Rood-Wit. Zowel Heren 1 als Dames 1 komen uit in de Overgangsklasse.
Aerdenhout heeft geen dorpskern. Het is een villawijk die gegroeid is tussen bestaande verbindingswegen. Een politiepost en een postkantoor bestaan al lang niet meer. Middenstand en winkels bevinden zich op de doorgangsweg tussen Zandvoort en Heemstede; de Zandvoortselaan.

## Scholen
Er zijn meerdere basisscholen in Aerdenhout:
- de Antoniusschool Aerdenhout
- de S.A.B. (Schoolvereniging Aerdenhout-Bentveld) aan de Mr. H. Enschedeweg. De naam kwam tot stand onder de leiding van de heer Slothouber, die lange tijd directeur van deze school was.
- de Vondelschool
- de Tijo H. van Eeghenschool.

Er is een middelbare school:
- het Montessori (mavo) College Aerdenhout aan de Boekenroodeweg (voorheen ivo-mavo 't Heuveltje, die vanuit Bloemendaal naar Aerdenhout verplaatst werd).

De aparte kleuterschool "'t Mierennest" aan de Schulpweg bestaat niet meer. Deze werd geïntegreerd in de tegenovergelegen S.A.B.

## Religie

### Kloosters en kerken

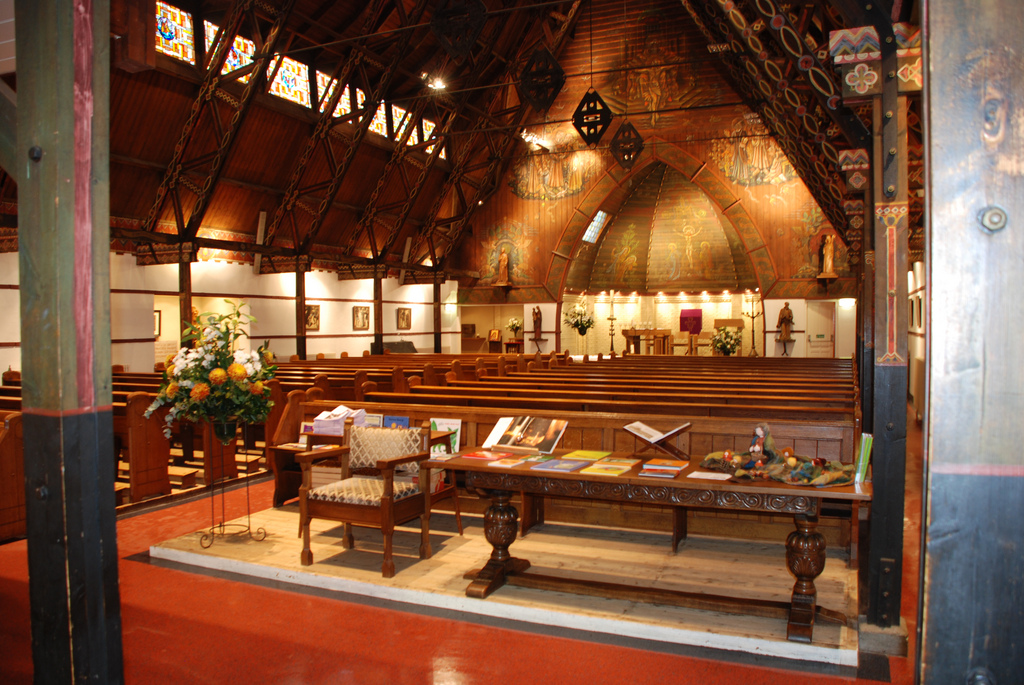
beschilderingen Antoniuskerk

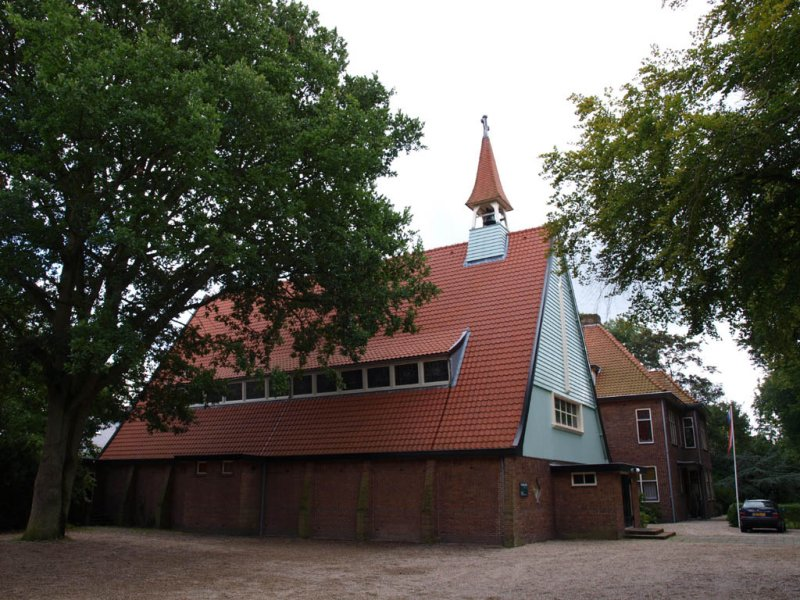
De als noodkerk gebouwde Antoniuskerk

Op de grens met Heemstede ligt Klooster Alverna op de oude hofstede Boekenrode. Het was voor een buitenplaats een uitgelezen stek, gelegen op de grens tussen duin en polder. Het voorname landhuis (rijksmonument) keek aan de voorkant uit op de duinbossen van Aerdenhout. Aan de achterkant zo’n zes meter dieper lagen de landerijen met weiland, moestuin en boomgaard, rijkelijk bevloeid met schoon water aangevoerd door duinrellen. Het water stroomde in natte winters overvloedig. Het landgoed is in 2008 aangekocht door Noord-Hollands Landschap maar wordt pas in 2023 opengesteld voor het publiek. Het landhuis en omliggende gebouwen zijn in gebruik als hoofdgebouw van de Congregatie Zusters Franciscanessen in Nederland.
Op de zolder van het vroeg-zeventiende-eeuwse jachthuis de Koekoek bevindt zich een voormalige schuilkerk (1648). Landgoed Koekoeksduin waarop onder andere de voormalige schuilkerk zich bevindt is in particulier eigendom en derhalve niet vrij toegankelijk. Op dit moment wordt het gebouw particulier bewoond.
Aan de Sparrenlaan staat een door Jos Cuypers en Pierre Cuypers jr. ontworpen Rooms-Katholieke noodkerk gewijd aan Antonius van Padua. Deze Antoniuskerk en aanliggende pastorie uit 1922 zijn ontworpen in een gematigd expressionistische stijl van de Amsterdamse school. In het ontwerp zijn stijlelementen terug te vinden die geïnspireerd zijn door de eerdere samenwerking met monnik en architect Dom Bellot. Het hoofdzakelijk houten gebouw was door zijn tijdelijke functie zeer sober van stijl. Door de jaren heen hebben verschillende kunstenaars beschilderingen aangebracht. De kerk is nooit vervangen door een permanent gebouw en geldt als een zeldzaam voorbeeld van een noodkerk in Nederland.
Van de hand van Karel Lodewijk Sijmons staat aan de Leeuwerikenlaan de in 1958 gebouwde PKN Adventkerk. Het ontwerp van dit rijksmonument was sterk geïnspireerd door het werk van Le Corbusier en werd gekenmerkt door het gebruik van ruwe materialen als beton en onbewerkt hout. De ruimtelijke indeling was erop gericht een vloeiende overgang te creëren tussen het sacrale en het niet-sacrale deel. In 2007 werd de kerk gerenoveerd door de in Aerdenhout woonachtige architect Cees Dam, waarbij de ruimtelijke indeling werd versterkt, de vloer werd vervangen en het lichtplan werd gemoderniseerd.

### De Religieuze Kring
Een bijzondere vereniging in Aerdenhout is de Religieuze Kring aan de Oscar Mendliklaan 3. Deze gemeenschap, die tweewekelijks samenkomt in een klein groen gebouw, werd oorspronkelijk opgericht door dr. J.D. Bierens de Haan. De vereniging is formeel gesproken geen kerkgenootschap, maar een vereniging met volledige rechtsbevoegdheid (notarieel opgericht). Men kan lid van deze vereniging worden. De Religieuze Kring is een vrijzinnige stroming binnen de PKN met vooral gastpredikanten. De belangrijkste vertegenwoordigde stromingen daarbij zijn Doopsgezind, Lutheraan en Remonstrant. De meeste leden van deze vereniging zijn afkomstig uit Aerdenhout, Bloemendaal en Haarlem. Velen spreken in het taalgebruik kortweg van 'de Kring'.
In 2013 is de naam van de vereniging gewijzigd in De Nieuwe Kring.

## Bouwwerken

### Kareol
Een bijzonder bouwwerk was lange tijd de villa Kareol aan de van Lennepweg in Aerdenhout. Dit kolossaal grote huis werd omringd door een grote tuin met bos, begrensd door de Boekenroodeweg en het latere Van Vollenhovenlaantje. Het huis werd door de heer Bunge bewoond en werd in de Tweede Wereldoorlog gebruikt als herstellingsoord voor oorlogsgetroffenen. Zij geven nog steeds een blad getiteld "de Kareoler" uit. Dit bijzondere gebouw was het eerste woonhuis in Nederland waarin gewapend beton verwerkt was. Er was een hoge toren die als watertoren fungeerde: deze was van veraf boven de bossen reeds te zien. Het immense gebouw raakte echter in verval en is in 1979 gesloopt. Thans bestaat het bosrijke terrein nog en is een nieuw appartementengebouw gerealiseerd.

### Haringbuys en Bosch en Landzigt
Een tweetal bijzondere en ook zeer oude gebouwen in Aerdenhout zijn de Haringbuys en het landhuis Bosch en Landzigt. De Haringbuys werd vroeger gebruikt als herberg voor de vissers uit Zandvoort die door de duinen met hun manden vis naar de markt in Haarlem liepen. De herberg had aanvankelijk de naam Het Klaverbladt, ook wel Het Gulden Klaverbladt. In de nabijheid, onder andere in de tuin van Bosch en Landzigt, staan nog enkele oude grenspalen met een klaverblad als afbeelding.
Het huis Bosch en Landzigt is oorspronkelijk een oud landgoed met aangelegde tuin en enkele bijzondere, oude bomen. Zo staan er nog altijd twee wintergroene exemplaren van de taxus (taxus baccata), een bijzondere oude eveneens wintergroene hulst (ilex aquifolum), een magnolia (magnolia tulpiflorum) en een (helaas verdwenen) eeuwenoude bruine beuk (fagus silvatica var. rubra). Deze bomen worden eveneens bij diverse landgoederen in het Kennemerland aangetroffen. Achter in het bos bevond zich aanvankelijk nog een tennisbaan en zijn diverse stinzeplanten aanwezig. De tuinaanleg is oorspronkelijk terhandgenomen naar een ontwerp van de bekende tuinarchitect Leonard Springer. Eerder werd het bewoond door de graaf ir. F. van Randwijck en de heer L.W. Bierens de Haan. Het voorste deel (aan de straatzijde) van het huis is het oudste gedeelte. Er is bovendien een oude onderkeldering bewaard. Het achterste gedeelte met een serre als uitbouw dateert van rond 1920. Het is thans welhaast onvoorstelbaar dat men vanuit dit huis ooit een vrij zicht over de landerijen tot aan de spoorbaan Haarlem-Leiden bezat. Hieraan werd door de nadien oprukkende bebouwing een einde gemaakt. Het huis is na verkoop verbouwd en gerestaureerd.
De naastgelegen boerderij en dienstwoning bestaan ook nog steeds. Het oude bakhuis, hooiberg en schuren werden echter wegens verregaande staat van verval gesloopt. De garage van de boerderij deed nog lange tijd dienst als stalling van een dienstauto voor de freule van Randwijck. In de jaren '80 was de leegstaande boerderij enige jaren gekraakt, een unicum voor het verder zo rustige Aerdenhout. De boerderij is een van de weinige objecten in Aerdenhout die bovendien nog refereert aan de agrarische periode van deze plaats. Achter deze boerderij lag een tuin met fruitboomgaard. Deze grensde aan een bijzondere onderneming in Aerdenhout: melkerij Mariënbosch. Boeren uit de omgeving brachten hun melk naar deze melkfabriek. In de jaren '60 is deze echter afgebroken. Het terrein lag toen geruime tijd braak en werd later bestemd voor een schoolgebouw. De boerderij en het landhuis hebben een eeuwenoude historie en dateren van de 18e eeuw (en mogelijk eerder) hetgeen bijzonder is voor Aerdenhout. De meeste huizen dateren immers uit de periode 1920-1930 of later.
Tussen de Teding van Berkhoutlaan en Bosch en Landzigt bevindt zich nog een stuk weiland. Dit is thans een van de weinige nog onbebouwde gebieden van Aerdenhout en grenst aan een overblijfsel van de beek die ooit door Aerdenhout liep: de Relle. Het biedt de bewoners van de twee-onder-een kap woningen aan de Teding van Berkhoutlaan een vrij uitzicht op het bos bij dit landhuis. Op de grond rust een servituut (erfdienstbaarheid) dat het immers niet bebouwd mag worden. Reeds decennialang wordt er daarom enkel een beperkt agrarisch gebruik toegestaan. De eigendom van deze grond berust thans bij een vereniging van kopers, deels bestaande uit bewoners van de aangrenzende erven.

### Blauwduin en het Naaldenveld
Een bijzonder landhuis is nog de monumentale villa Blauwduin aan de Zwaluwenweg richting het Naaldenveld. Dit vrijstaande huis werd in 1928 gebouwd naar een ontwerp van de architect J. Konings. Het huis is gebouwd in een Engelse landschapsstijl en heeft een rieten kap. De bijgebouwen werden in dezelfde stijl gebouwd. Het geheel is omringd door een tuin en heeft een ruim, vrij zicht over de omringende weilanden. De naam Blauwduin komt oorspronkelijk van het zicht dat men vanuit het huis richting de duinen had: in de morgen was hier een blauw waas te zien. De woning is lange tijd bewoond door telgen van de familie Bierens de Haan en hun inwonend huispersoneel. Later is de woning verbouwd en in twee aparte woningen gesplitst. Verderop bevinden zich de hockeyvelden van de vereniging Rood Wit en het Naaldenveld. Dit stuk bos bestaat voor een groot deel uit oude grove dennen, die daar ca. 100 jaar geleden werden aangeplant.

### Andere bijzondere huizen
Veel van de oorspronkelijke huizen in Aerdenhout zijn onder architectuur gebouwd. De meeste huizen zijn omstreeks begin 1900 gebouwd en worden gekenmerkt door veel hout in de bouw. Deze villa's hebben ieder hun eigen bouwstijl, tuinaanleg en vaak ook benaming. Voorbeelden hiervan zijn het huis De Toorts op de hoek van de Nicolaas Beetslaan, de vroegere villa Rijnegom (die daartegenover lag en door een omstreden appartementenflat werd vervangen) en de villa Rockaertsduyn (aan de Aerdenhoutsduinweg) ontworpen door architect Willem Cornelis Bauer in 1902.

## Personen
| - Henk van Riemsdijk (1911-2005), jonkheer, bestuurder, bestuursvoorzitter van Philips; - W.L. Brugsma (1922-1997), journalist (Haagse Post); - Erwin Nypels (1933-2024), politicus; - Gijs van Lennep (1942), autocoureur; - Francesco Antonietti (1950), kunstschilder; - Mariëtte Barnhoorn (1953-2012), zakenvrouw; - Jeroen Hin (1957-2019), zakenman en autocoureur. | - Peter de Bie (overleden 2025); - Dieuwertje Blok (overleden 2025); - Chiel de Boer (overleden 1978); - Dirk van den Broek (overleden 2020); - Jan Brouwer (overleden 1976); Nederlands architect - Willem Leonard Brugsma (1922-1997), Nederlands journalist en verzetsstrijder; - Jean Desmet (overleden 1956); - Renate Dorrestein (overleden 2018); - Hans Eijsvogel (overleden 2019); - Meindert Fennema (overleden 2023); - Wiel Hoefnagels (overleden 1978); | - Jan Hooglandt (overleden 2008); - Abraham de Jong (overleden 1976); - Frida Katz (overleden 1963) - John Hugo Loudon (1905-1996), president-directeur Shell; - Oszkár Mendlik (overleden 1963); - Desi Polanen (overleden 1994); - Willem de Vlugt (overleden 1945); - Reinder Zwolsman (overleden 1988); - Michel van der Plas (overleden 2013); - Wubbo Ockels (overleden 2014), Astronaut; - Barend Biesheuvel (overleden 2001), Nederlands politicus; |